# Tour de France Automobile 1980
Tour de France Automobile 1980 (39. Tour de France Automobile) – 39. edycja rajdu samochodowego Tour de France Automobilen rozgrywanego we Francji. Rozgrywany był od 17 do 20 września 1980 roku. Była to trzydziesta ósma runda Rajdowych Mistrzostw Europy w roku 1980 (rajd miał najwyższy współczynnik - 4) oraz dziewiąta runda Rajdowych mistrzostw Francji.

## Klasyfikacja rajdu
| Miejsce                      | Kierowca                     | Pilot                        | Samochód                     | Czas                         | Strata                       |                              |
| Klasyfikacja generalna i ERC | Klasyfikacja generalna i ERC | Klasyfikacja generalna i ERC | Klasyfikacja generalna i ERC | Klasyfikacja generalna i ERC | Klasyfikacja generalna i ERC | Klasyfikacja generalna i ERC |
| ---------------------------- | ---------------------------- | ---------------------------- | ---------------------------- | ---------------------------- | ---------------------------- | ---------------------------- |
| 1.                           | Bernard Darniche             | Alain Mahé                   | Lancia Stratos HF            | 8:17:21                      | 0.0                          |                              |
| 2.                           | Bernard Béguin               | Jean-Jacques Lenne           | Porsche 911 SC               | 8:25:01                      | +7:40                        |                              |
| 3.                           | Michèle Mouton               | Annie Arrii                  | Fiat 131 Abarth              | 8:33:38                      | +16:17                       |                              |
| 4.                           | Antonio Zanini               | Jordi Sabater                | Porsche 911 SC               | 8:34:31                      | +17:10                       |                              |
| 5.                           | Jacques Alméras              | Christian Gilbert            | Porsche 911 SC               | 8:42:47                      | +25:26                       |                              |
| 6.                           | Pierre Mény                  | Jean-François Liénéré        | Alpine-Renault A310 V6       | 8:55:21                      | +38:00                       |                              |
| 7.                           | Jean-Pierre Ballet           | Gérard Kerespert             | Porsche 911 SC               | 8:56:04                      | +38:43                       |                              |
| 8.                           | Christian Gardavot           | Jean-Luc Claret              | Porsche 911 SC               | 9:07:49                      | +50:28                       |                              |
| 9.                           | Claude Dormoy                | Jacques Bellefleur           | Porsche 911 SC               | 9:14:18                      | +56:57                       |                              |
| 10.                          | Jean-Jacques Enjalbert       | Jacques Zagliomo             | Opel Ascona i2000            | 9:26:34                      | +1:09:13                     |                              |